# 貝萊斯 (桑坦德省)
貝萊斯是哥倫比亞的城鎮，位於該國東北部，由桑坦德省負責管轄，距離首府布卡拉曼加283公里，始建於1539年7月3日，面積452平方公里，海拔高度2,150米，2005年人口19,265。
6°05′N 73°35′W / 6.083°N 73.583°W